# رون كوك
رون كوك (بالإنجليزية: Ron Cook)‏ هو ممثل بريطاني، ولد في 1948 في المملكة المتحدة.

## أعمال

### أفلام
- (1989) الطباخ واللص وزوجته وعشيقها
- (1996) أسرار وأكاذيب[5]
- (1999) توبسي ترفي
- (2000) 102 كلب مرقش[6][7]
- (2000) الريشات[8]
- (2000) شوكولا[9]
- (2004) تاجر البندقية

## وصلات خارجية
- رون كوك على موقع IMDb (الإنجليزية)
- رون كوك على موقع ألو سيني (الفرنسية)
- رون كوك على موقع ميوزك برينز (الإنجليزية)
- رون كوك على موقع أول موفي (الإنجليزية)
- رون كوك على موقع قاعدة بيانات برودواي على الإنترنت (الإنجليزية)
- رون كوك على موقع قاعدة بيانات الأفلام السويدية (السويدية)
- رون كوك على موقع ديسكوغز (الإنجليزية)
- رون كوك على موقع قاعدة بيانات الفيلم (الإنجليزية)
- رون كوك على موقع كينوبويسك (الروسية)